# Observatorio de Constantinopla de Taqi ad-Din

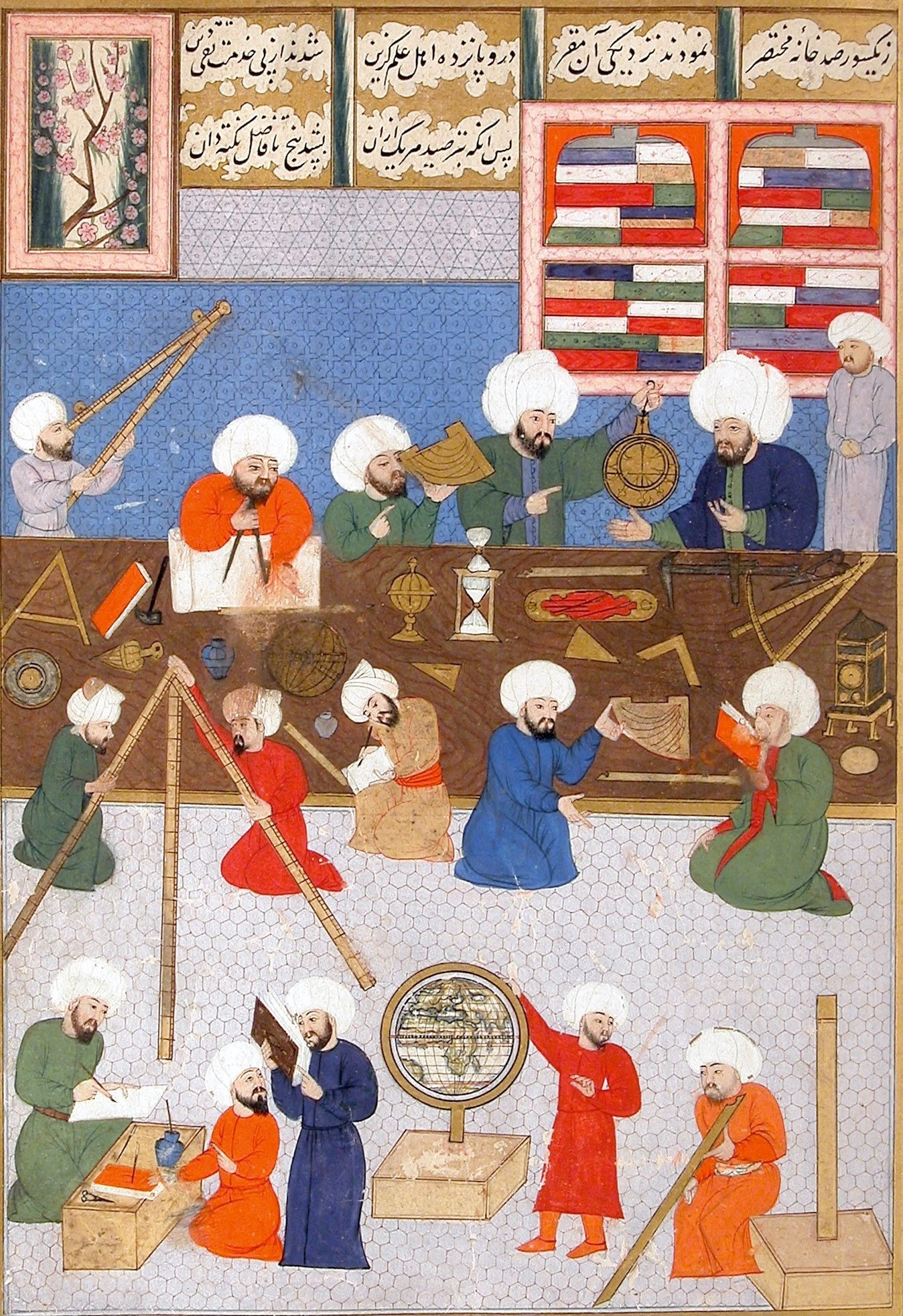
Trabajos en el observatorio de Taqi ad-Din

El Observatorio de Constantinopla de Taqi ad-Din, fundado en  Constantinopla medieval, hoy Estambul, por Taqi ad-Din Muhammad ibn Ma'ruf en 1577, fue uno de los mayores observatorios astronómicos de la temprana Edad Moderna. Sin embargo, sólo existió durante unos años y fue destruido en 1580.

## Historia
En 1574, Murad III se convirtió en el sultán del Imperio otomano. El principal astrónomo del imperio, Taqi ad-Din, solicitó al sultán que financiara la construcción de un gran observatorio que rivalizara con el observatorio de Ulugh Beg de Samarcanda. El sultán lo aprobó y la construcción se completó en 1577, casi al mismo tiempo que el observatorio de Tycho Brahe en Uraniborg.
Este observatorio consistía en dos grandes estructuras encaramadas en una colina que dominaba la parte europea de Constantinopla y ofrecía una amplia vista del cielo nocturno. Al igual que una institución moderna, el edificio principal estaba reservado a la biblioteca y a la vivienda del personal, mientras que el edificio más pequeño albergaba una colección de instrumentos construidos por Taqi ad-Din. Entre ellos, una gigantesca esfera armilar y un preciso reloj astronómico para medir la posición y la velocidad de los planetas. Con estos instrumentos, Taqi ad-Din esperaba actualizar las antiguas tablas astronómicas que describían el movimiento de los planetas, el sol y la luna.
El observatorio no sobrevivió para impulsar el desarrollo de la astronomía en el mundo musulmán. A los pocos meses de la finalización del observatorio, apareció en el cielo un cometa con una enorme cola y el sultán Murad III exigió a su astrónomo un pronóstico sobre él. «Trabajando día y noche sin comida ni descanso», Taqi ad-Din estudió el el cometa y llegó a la predicción de que era «una indicación de bienestar y esplendor», y que significaría una «conquista de Persia». Desgraciadamente, en lugar de bienestar se produjo una plaga devastadora en algunas partes del imperio, y murieron varias personas importantes. La astronomía era una ciencia respetada y aprobada entre el clero islámico del Imperio Otomano, sin embargo, no se podía decir lo mismo con respecto a la astrología, un campo considerado como adivinación y, por tanto, contrario a la sharia. Para evitar que se siguiera utilizando con fines astrológicos, buscaron con éxito la destrucción del observatorio. Esto ocurrió justo cuando el rey de Dinamarca construyó un observatorio para Tycho Brahe que allanaría el camino para la elucidación de las órbitas de los planetas por parte de Kepler.

## Instrumentos

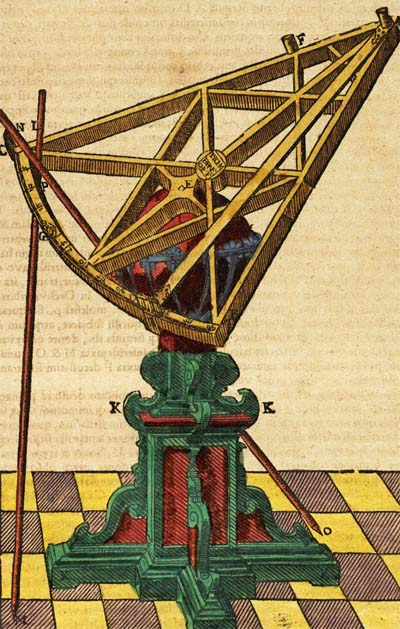
Taqi ad-Din inventó un sextante enmarcado similar al que Tycho Brahe usó más tarde como se muestra en la imagen.

Taqi ad-Din escribió un importante tratado sobre instrumentos astronómicos titulado Instrumentos de observación del catálogo del emperador, que describe los instrumentos astronómicos utilizados en el observatorio de Constantinopla de Taqi ad-Din. Entre ellos se encontraban instrumentos de antigua como la esfera armilar, la regla graduada y el astrolabio; instrumentos musulmanes medievales como el astrolabio universal, el acimutal y los cuadrantes murales, y el sextante; y varios instrumentos inventados por él mismo, como el mushabbaha bi'l manattiq, un sextante enmarcado con cuerdas para la determinación de los equinoccios, similar al que utilizó posteriormente Tycho Brahe, y un cuadrante de madera para medir acimut y elevaciones. Su instrumento astronómico más importante, sin embargo, es el "reloj de observación", que en su En el árbol de Nabk de la extremidad de los pensamientos, describe como «un reloj mecánico con tres esferas de reloj que muestran las horas, los minutos y los segundos.  Dividimos cada minuto en cinco segundos». Esto se utilizaba para medir la ascensión recta de los astros. Se considera una de las innovaciones más importantes en la astronomía práctica del siglo XVI, ya que a principios de siglo los relojes no eran lo suficientemente precisos como para ser utilizados con fines astronómicos.
Un globo terrestre de la Tierra de aspecto notablemente moderno, uno de los primeros de su clase, fue construido por Taqi ad-Din en el observatorio de Constantinopla de Taqi ad-Din.

## Observaciones
Taqi ad-Din hizo uso de su nuevo "reloj de observación" para producir un zij (llamado Culminación de los pensamientos en el reino de las esferas giratorias) más preciso que sus predecesores, Tycho Brahe y Nicolás Copérnico. Taqi ad-Din fue también el primer astrónomo que empleó una notación  punto decimal en sus observaciones en lugar de las fracciones sexagesimales utilizadas por sus contemporáneos y predecesores. También utilizó el método de Al-Biruni de "observación en tres puntos". En La culminación de los pensamientos en el reino de las esferas giratorias, Taqi ad-Din describió los tres puntos como «dos de ellos en oposición en la eclíptica y el tercero en cualquier lugar deseado de la eclíptica». Utilizó este método para calcular la excentricidad de la órbita del Sol y el movimiento anual del apogeo, y lo mismo hicieron Tycho Brahe y Copérnico poco después, aunque los valores de Taqi ad-Din eran más exactos, debido a su reloj de observación y a otros instrumentos más precisos.